# Reliant Sabre
El Reliant Sabre es un pequeño automóvil deportivo con dos asientos fabricado por la marca inglesa Reliant.

## Historia
Este coche se desarrolló en colaboración con la compañía Autocars israelita. El Sabre apareció por primera vez en 1961 como un dos puertas descapotable, con un motor OHV de 1703 cc y cuatro cilindros del Ford Consul.
Tendían discos de frenos delanteros y una caja de cambios FR. Tenía una potencia de 73 CV y alcanzaba una velocidad de 140 km/h.
La carrocería se basó en el 1172 Ashley, de la que Reliant había adquirido los derechos. Los cupés se introdujeron en junio de 1962, y su producción llegó a los 208 coches.
En 1962, el Reliant Sabre Six fue introducido con motor Ford de 109 CV y 2553 cc capaz de alcanzar los 180 km/h y acelerar de 0-100 km/h en 12,2 segundos. Los 17 primeros Sabre Six tenían la suspensión del Triumph TR4. De la producción total de 77 unidades, 75 fueron cupés y solamente 2 descapotables.